# Ricky Carmichael
Pour les articles homonymes, voir Carmichael.
Ricky Carmichael, né le 27 novembre 1979 à Clearwater en Floride, est un pilote américain de moto-cross.

## Biographie
Ricky Carmichael est considéré comme une véritable légende des moto-cross et supercross mondiaux. Surnommé « The GOAT » (pour « The Greatest of All-Time », jeu de mots car « goat » signifie « chèvre » en anglais), il a réussi quelques exploits, notamment lorsqu'il a gagné 24 manches sur les 24 possibles lors des championnats AMA de motocross 2002 et 2004 (alors qu'il avait manqué le championnat SX US 2004, en raison d'une blessure au genou).

## Palmarès

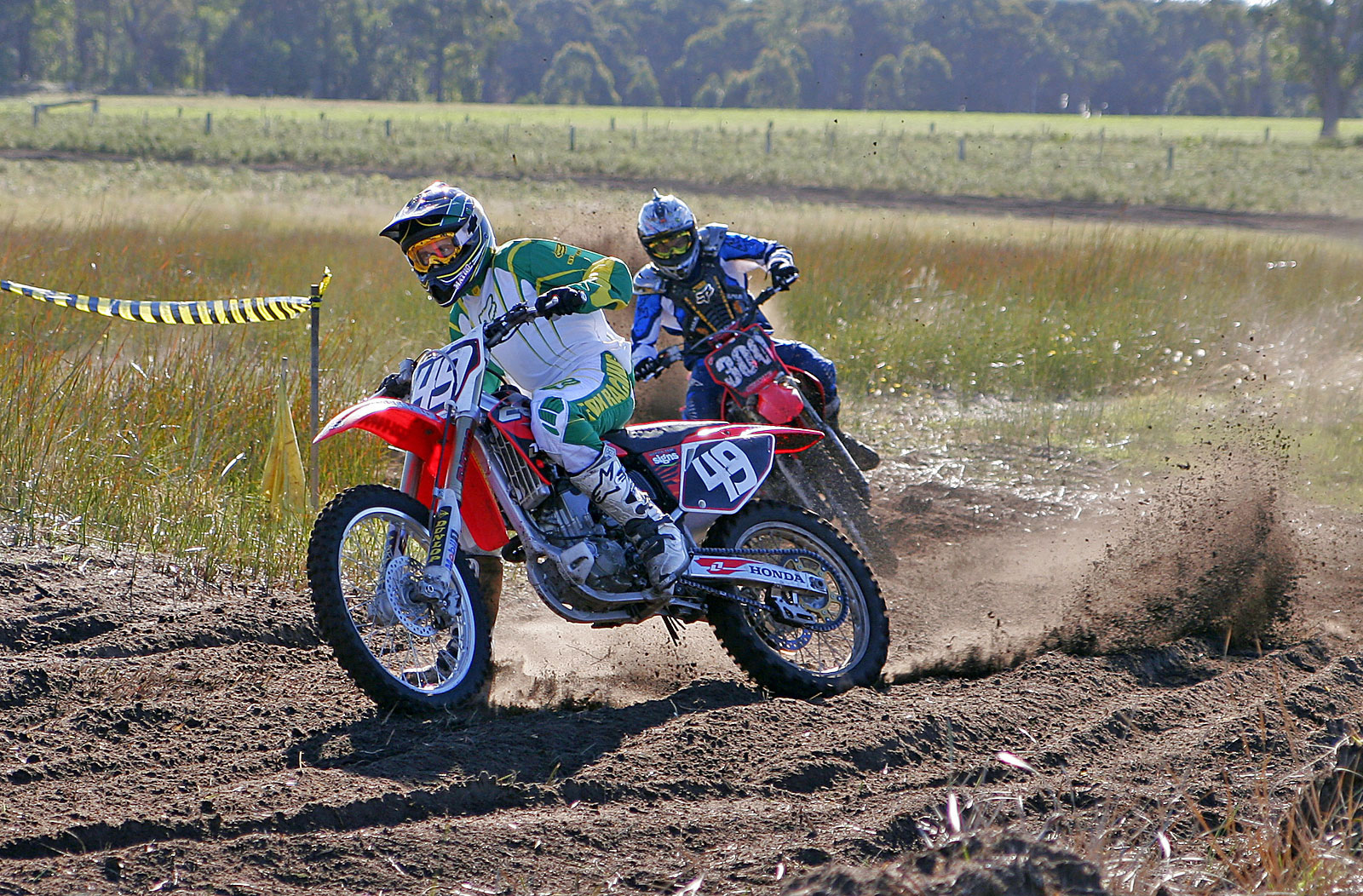
Moto-cross

### Motocross - Amateur
- 9 championnats nationaux Loretta Lynn[1].
  - 1990 : 65 cm3 Stock 7-11
  - 1991 : 85 cm3 Stock 7-11
  - 1992 : 85 cm3 Stock 12-13
  - 1993 : 85 cm3 Stock 12-13
  - 1994 : 85 cm3 Stock 14-15
  - 1994 : 85 cm3 Mod 14-15
  - 1995 : 85 cm3 Mod 14-15
  - 1995 : 85 cm3 Stock 14-15
  - 1996 : 250 Open A Stock
- 67 championnats nationaux amateur au total

### Motocross - Professionnel
- Champion AMA de moto-cross Lites 1997, 1998, 1999
- Champion AMA de supercross Lites Côte Est 1998
- Champion AMA de moto-cross 2000, 2001, 2002, 2003, 2004, 2005, 2006
- Champion AMA de supercargos 2001, 2002, 2003, 2005, 2006
- Champion du monde FIM de supercross SX1 2005

- Vainqueur de l'U.S. Open Supercross 2000, 2001, 2005[2]
- Vainqueur du Motocross des nations 2000 avec Travis Pastrana et Ryan Hughes
- Vainqueur du Motocross des nations 2005 avec Ivan Tedesco et Kevin Windham
- Vainqueur du Motocross des nations 2007 avec Ryan Villopoto et Tim Ferry

- 150 victoires en AMA[3]
  - 12 AMA SX 125 cm3 (non comptabilisées)
  - 26 AMA MX 125⁄250 cm3
  - 48 AMA SX 250⁄450 cm3
  - 76 AMA MX 250⁄450 cm3

### X-Games
- Médaillé d'or en MotoX Racing aux X Games 2007
- Médaillé d'or en Step-Up aux X Games 2008, 2009

### Récompenses Individuelles
- Élu Rookie de l'année 1996
- Élu AMA Rider de l'année 2001, 2002, 2004, 2005, 2006
- Élu Pilote le plus populaire en 2009 en NASCAR Camping World Truck Series[4]

### Records
- Plus grand nombre de championnats AMA gagnés: 16.
- Plus grand nombre de championnats AMA moto-cross gagnés: 10.
- Plus grand nombre de courses AMA gagnées: 150.
- Plus grand nombre de courses AMA moto-cross gagnées: 102.
- 2 championnats AMA moto-cross parfaits avec 24 manches gagnées sur 24 courues.
- 5 récompenses de AMA Rider de l'année reçues.
- Seul pilote à avoir mis au moins un tour aux 39 autres concurrents lors de la seconde manche à Millville en 2006[5],[6].